# John Linaeus French
John Linaeus French, britanski general, * 1896, † 1953.